# Carl Gottlieb von Reitzenstein
Carl Gottlieb von Reitzenstein (5./20. august 1684 i Irfersgrün i Vogtland – 25. juni 1756 i Fredericia) var en tysk officer i dansk tjeneste.
Han var fjerde søn af Georg Peter von Reitzenstein (død 1694) og Florentine Dorothea von Tritzschler
og er født 5. (20.) august 1684 i sognet Irfersgrün i Voigtland (Sachsen). Han må være kommet her ind ung, thi han siger selv, at han har lært artilleri og fortifikation i kongens lande og har derefter for videre at uddanne sig tjent i 7 år (1702-09) ved det hollandske artilleri og i den tid gjort tjeneste i 15 à 16 belejringer. På sin morbroder, generalløjtnant Hans Ernst von Tritzschlers indstilling blev han, der var premierløjtnant, i 1709 udnævnt til artillerikaptajn for kompagniet i Frederikshald. Han var da endnu i Holland, hvorfor det paalagdes ham straks at begive sig til sit Kompagni. Det faldt i hans Lod som chef for dette kompagni at kommandere artilleriet på fæstningen Frederikssten under begge Carl XII's angreb på den, 1716 og 1718. Reitzenstein udmærkede sig begge gange ved sin nidkærhed og dygtighed og blev også 1716 karakteriseret major. Reitzenstein blev 1722 virkelig major og karakteriseret oberstløjtnant, 1728 virkelig oberstløjtnant og forsat til Danmark, hvor han fik kompagniet i Kastellet, 1732 oberst og chef for danske artillerikorps, de 3 søartillerikompagnier og begge tøjhusene for land- og søetaten. 1738 udvirkede grev Frederik Danneskiold-Samsøe, at officerspladserne ved de 3 søartillerikompagnier skulle besættes med søofficerer, og i 1739 opnåede han, at Reitzenstein fik sin afsked som chef for disse kompagnier og fra Søtøjhuset, hvorved Danneskiold fik indført den fuldstændige adskillelse imellem sø- og landartilleriet. Det synes, at Danneskiold ikke har kunnet tåle, at Reitzenstein uforbeholdent udtalte sin mening om hans forslag. 1742 blev Reitzenstein generalmajor af infanteriet, 1752 Ridder af Dannebrog, 1755 generalløjtnant og gik efter ansøgning 1756 af fra artilleriet og blev kommandant i Fredericia, hvor han dog kun var i 10 dage, da han døde 25. juni 1756 af et slagtilfælde. Han er begravet i Fredericia.
Reitzenstein var en meget dygtig praktisk militær og en duelig administrativ embedsmand. Han udmærkede sig flere gange. Han var også en dannet mand, havde et bibliotek, hvori de fleste af Ludvig Holbergs værker fandtes på tysk, men dog også nogle på dansk. Sin korrespondance med autoriteter førte han snart på tysk, snart på dansk. Om Reitzenstein har været 2 gange gift, er tvivlsomt. Sikkert er kun, at han 29. december 1747 blev gift med Benedicta Maria Christiana von Vieregg (2. november 1724 – 3. oktober 1749), datter af senere generalmajor Julius Johann von Vieregg (1689-1756) og hans 1. hustru, Dorothea Louise f. von Plessen (død 1748).